# Distrito 6.º de Basilán
El Distrito 6º de Basilán fue uno de los siete distritos o provincias en los que a finales del siglo XIX se hallaba dividida la isla de Mindanao, perteneciente al Capitanía General de Filipinas (1521-1899).
Comprendía la isla de Basilán y su capital era  La Isabela de Basilán.

## Límites y superficie
La  isla se halla casi en la extremo Sur del Archipiélago Filipino, situada al sur de Zamboanga, y separada de esta por el estrecho de su nombre. Confina  al sur y suroeste con el mar de Joló y al este con el mar de Célebes. Mide 8 leguas de norte a sur  y 12 de este a oeste.
La extensión superficial del grupo Basilan es de 1,275 km².

"...El Censo Oficial le señala el número de 1,119 habitantes, siendo el número de almas, según el Estado General del Obispado de Jaro en 1895, de 1,124....."

"...En la cabecera se habla el castellano, y los naturales hablan el moro sámal y el moro yacan....."
El Archipiélago Filipino.
 Colección de datos. 
Por algunos padres de la Misión de la Compañía de Jesús en estas islas.

Noval considera una extensión superficial de 683 km² y una población de 1,424 habitantes, distribuidos en un pueblo y 6 visitas.

## Pueblos, visitas y barrios
La capital  lleva el nombre de la Isabela.

"...Наy dentro de la estación naval un varadero para cañoneros, una máquina capaz do levantar veinte toneladas, talleres de carpintería, herrería, fundiciones de hierro y bronce, armería y maquinaria movida á vapor..."

"...Lo que constituye el puerto es una hermosa silanga de 3½ millas de largo, con un ancho medio de 600 metros, formada por las islas de Basilan y Malamaui; es capaz para abrigar una escuadra considerable. En la isla de Malamaui, frente al pantalán del pueblo, hay un vastísimo depósito
de carbón de donde se proveían todos los buques de la división naval del Sur...."

"...Posee el pueblo frescas y sanísimas aguas, llamadas del Chorrillo, que conducidas á la estación por una cañería, son muy á propósito para las aguadas de los buques...."

"...En el punto más estratégico del pueblo hay el fuerte de Isabel II, que al par que defiende al pueblo contra los moros que podrían descender de los montes ó acercarse por la parte del río Pasaján, domina muy bien la silanga; consta de cuatro baluartes que ocupan los cuatro ángulos salientes, con un foso en todo su perímetro. La marina tenía una enfermería, situada en el mar en la desembocadura de dicho río Pasaján frente á la estación..."
El Archipiélago Filipino.
 Colección de datos. 
Por algunos padres de la Misión de la Compañía de Jesús en estas islas.

Son visitas de la Isabela, San Pedro, Santa Bárbara, San Rafael de Sumagdán, Panigayan y  Lampinigan.

## Gobierno, administración civil y eclesiástica
Constituye un gobierno político militar desempeñado por un teniente de navío de primera clase con atribuciones económicas y judiciales.
La administración espiritual la ejercen padres misioneros de la Compañía de Jesús.

## Producciones
En los bosques hay buenas maderas de construcción; y, aunque en pequeña escala, se cosecha palay, cocos, caña-dulce, café y cacao.